# Niamh Fogarty
Niamh Fogarty (* 16. Mai 1999) ist eine irische Diskuswerferin.

## Sportliche Laufbahn
Erste internationale Erfahrungen sammelte Niamh Fogarty im Jahr 2016, als sie bei den erstmals ausgetragenen Jugendeuropameisterschaften in Tiflis mit einer Weite von 41,10 m in der Qualifikation ausschied, wie auch bei den U20-Europameisterschaften im Jahr darauf in Grosseto mit 45,21 m. 2019 erreichte sie bei den U23-Europameisterschaften in Gävle das Finale und belegte dort mit einem Wurf auf 51,57 m den siebten Platz.
2019 wurde Fogarty irische Meisterin im Diskuswurf.

## Bestleistungen
- Diskuswurf: 52,96 m, 26. Juli 2019 in Santry